# أمر الامتثال (قانون)
أمر الامتثال (بالبرتغالية: mandado de segurança) هو قانون برازيلي يستخدم لحماية الحقوق الفردية. وهو يشبه في بعض النواحي أمر الحماية القضائية، والمتاحة في دول أمريكا اللاتينية الأخرى، وكذلك الأمر الصادر عن أوامر إنفاذ القانون في نطاقات القانون العام.